# Euploea prunosa
Euploea prunosa är en fjärilsart som beskrevs av Moore 1883. Euploea prunosa ingår i släktet Euploea och familjen praktfjärilar. Inga underarter finns listade i Catalogue of Life.